# Sekondi-Takoradi
Sekondi-Takoradi je grad u Gani, glavni grad regije Western. Smješten je na obali Gvinejskog zaljeva. Željeznicom je povezan s Accrom i Kumasijem. Dvojni je grad (od 1946.), sastavljen od Sekondija (sjeverno) i Takoradija (južno). Značajne industrije su prerada drva i brodogradnja.
Prema popisu iz 2000. godine, Sekondi-Takoradi je imao 289.595 stanovnika, čime je bio treći grad u državi po brojnosti.

## Gradovi prijatelji
- Boston, Massachusetts, SAD
- Oakland, Kalifornija, SAD

## Vanjske poveznice

### Ostali projekti
|  | Zajednički poslužitelj ima još gradiva o temi Sekondi-Takoradi |